# Petr Štěpánek
 Petr Štěpánek  (ur. 2 października 1948 w Pradze) – czeski aktor; syn Zdeňka Štěpánka, brat Jany Štěpánkowej, Martina Štěpánka i Kristiny Tabery.

## Biogram
W 1970 ukończył DAMU w Pradze.
W latach 1970–1993 członek Teatru Narodowego w Pradze.
Dzięki lirycznie strojonemu głosu i wyglądowi zewnętrznemu dążył do ról amantów, później przeszedł w kierunku ról charakterystycznych, które zawsze gra z ekspresyjną, emocjonalnie gwałtowną mową.

## Role teatralne
- Villy Roškot (Fráňa Šrámek, Měsíc nad řekou, 1976)
- Hakon Hakonsson (Henryk Ibsen, Pretendenci do tronu, 1978)
- Petr (Karel Čapek, Matka, 1982)
- Młynarz (Alois Jirásek, Latarnia, 1983)
- Albert Gregor (Karel Čapek, Věc Makropulos, 1985).

## Role telewizyjne
- inscenizacja Manon Lescaut (1970)
- serial 30 případů majora Zemana (1974)
- bajka O zakletém hadovi (1983)
- film Život a smrt malíře Petra Jana B. (1986)
- serial Rodáci (1988)
- bajka Zachýsek zvaný Rumělka (1991)
- serial Náhrdelník (1992)
- serial Na lavici obžalovaných justice (1998)
- serial Nemocnice na kraji města po dvaceti letech (2003)
- serial Ordinace v růžové zahradě (2005)

## Filmografia
- Luk královny Dorotky (1970)
- Tajemství velkého vypravěče (1971)
- Odyseusz i gwiazdy (1976)
- Hodina života (1981)